# 野田郡

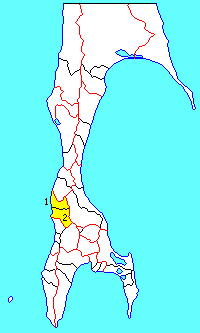
樺太・野田郡の位置（1.野田町 2.小能登呂村）

野田郡（のだぐん）は、日本の領有下において樺太に存在した郡。

## 郡域
1915年（大正4年）に行政区画として発足した当時の郡域は、野田町、小能登呂村の1町1村の区域に相当する。

## 歴史

### 郡発足までの沿革

#### 古代
野田郡域では、古墳時代の4世紀ころには鈴谷文化が、5世紀ころから『日本書紀』や『続日本紀』に記述が見える粛慎 (みしわせ)・オホーツク文化が栄えたが、擦文文化進出にともない、オホーツク人は樺太南部から駆逐された。
その後これと入れ替わるように、オオワシ羽やアザラシ皮などを求め平安時代中期（10世紀）までに擦文文化が進出。当時、和人社会で武士の台頭が始まり、これらは交易品として需要が増加しており、安倍氏や奥州藤原氏をはじめとする奥羽の豪族を経て全国に流通した。このころ和産物の流入も増え、擦文文化からアイヌ文化への転換のきっかけとなったとみられる。擦文文化の担い手は、アイヌの祖先に相当する。

#### 中世
鎌倉時代、蝦夷管領・安東氏が唐子と呼ばれる蝦夷（アイヌ・唐子）を統括（『諏訪大明神絵詞』）。中世の安東氏は、奥州藤原氏を引き継ぐ陸の豪族であるとともに安藤水軍を擁しており、十三湊を拠点とし日本海北部を中心にかなり広範囲にわたって活動していたという（『廻船式目』）。また、蝦夷社会で騒乱がおこると、しばしば津軽海峡以北に出兵ていたという。
室町時代になり、安東水軍は関東御免船として活動、和産物を蝦夷社会へ供給し、北方産品を大量に仕入れ全国に出荷していた（『十三往来』）。応永年間になると、「北海の夷狄動乱」を平定した安東氏は日之本将軍と称した。
15世紀末になると、唐子は安東氏の代官武田信広の配下となる（『福山秘府』）。唐子は北海道日本海側や北海岸および樺太南部に居住し、十三湊や渡党の領域まで赴いて生活必需品などを入手（城下交易も参照）していたという。

#### 近世
江戸時代になると、西蝦夷地に属し慶長8年（1603年）宗谷に置かれた役宅が樺太を管轄、貞享2年（1685年）宗谷場所に含まれた。宗谷で生活必需品の入手が可能となり、アイヌは和人地に赴かずに済むようになった。元禄13年（1700年）、松前藩から幕府に提出された松前島郷帳に「のたしやむ」の記載が見える。宝暦2年（1752年）ころからシラヌシ（本斗郡好仁村白主）にて交易が始まり、寛政2年（1790年）松前藩が樺太商場（場所）を開設。場所請負人は阿部屋村山家。トンナイ（ホントケシ、本斗郡本斗町）に藩の出先機関の機能を兼ねた運上屋があり、住民に対する撫育政策としてオムシャなども行われた。幕末ころになると、拠点はエンルモコマフ（真岡）に移ったようである。当時の地方行政の詳細については、場所請負制成立後の行政および江戸時代の日本の人口統計も参照。
場所請負人は、寛政8年から大阪商人・小山屋権兵衛と藩士・板垣豊四郎、翌9年からは板垣豊四郎が単独となる。
寛政12年（1800年）松前藩、カラフト場所直営。直営時代は藩士・高橋荘四郎と目谷安二郎が管理し、兵庫商人・柴屋長太夫が仕入れを請負った。

##### 第一次幕領期
文化4年（1807年）発生した文化露寇を受け、樺太を含む西蝦夷地が公議御料（幕府直轄領）となった（〜1821年、第一次幕領期）。
奥羽諸藩の警固と山丹交易改革
文化6年(1809年)西蝦夷地から樺太が分立し、北蝦夷地となる。前年の会津藩と交代し、この年から弘前藩が警固に当たった。また、松田伝十郎は、文化5年（1808年）の樺太踏査の際、郡域内の野田に立ち寄っている。伝十郎は、それまで山丹からの品は大陸から来航する山丹人より蝦夷が仕入れていたが負担が大きいことを受け、山丹交易改革に取り組んだ。以降、山丹交易は幕府直営とし幕吏立会いのもと白主会所のみで行われることとなった。同時に、山丹人からの借財に喘ぐ蝦夷（アイヌ）の救済措置として、支払えない負債を幕府が立替えている。
場所請負人に栖原屋就任
樺太を含む西蝦夷地が公議御料となった際、樺太場所請負人は柴屋長太夫であった。文化6年(1809年)以降、明治8年(1875年)まで、樺太場所（北蝦夷地場所）は栖原家と伊達家が共同で請負った。西蝦夷地から分立当時の漁場は次のとおり。漁場の状況については、北海道におけるニシン漁史も参照されたい。
○西浦漁場　文化6年(1809年) 栖原家七代角兵衛信義時代の漁場名
- 野田町・・・ノタサン(野田)、ハイカラムシ(梅香)

##### 松前藩復領後
文政4年（1821年）松前藩領に復した。
松前藩復領後、弘化3年と安政3年（1856年）に松浦武四郎が訪れている。安政3年は箱館奉行所の支配組頭・向山源太夫に同行。
○嘉永7年（1854年）刊行の『鈴木重尚　松浦武四郎　唐太日記』に、弘化3年当時の状況の一部が記載されている。
- 野田町
  - ノタシャム、ノタサン（野田）・・・漁場、番屋一棟、アイヌの家5～6軒、通る人の宿あり
  - バイカラサムシ（梅香）・・・マスの番屋が一軒、アイヌの住居

幕末の状況について、「北海道歴検図」のカラフトの部分の絵図と松浦武四郎の「北蝦夷山川地理取調図」等によると、以下の様子がうかがえる。
西浦（樺太西岸）には道（本斗安別線の前身）が通じ、通行屋・小休所では、西海岸はショウニ(本斗郡好二村宗仁)からナヨロ(泊居郡名寄村名寄)まで、途中3カ所を入れ、5カ所に「通行屋」が存在した。
幕末当時の宗教施設や漁場については下記のとおり。
○西浦の神社
- 野田町・・・ノタシヤム(野田)弁天社

○西浦漁場　慶応3年12月 栖原家十代寧幹時代の樺太漁場
- 野田町・・・ハイカラサムシ(梅香)

※ノタサンには番屋(漁番屋)があった。

##### 幕末の樺太警固（第二次幕領期）
安政2年（1855年）日露和親条約で樺太における国境が未確定のまま棚上げ先送りされ、樺太を含む蝦夷地が再び公議御料となり、野田郡域は秋田藩が樺太警固を担当。冬季は漁場の番屋に詰める番人を足軽とし、武装化して警固を行った。万延元年（1860年）樺太警固は仙台・会津・秋田・庄内の4藩となるが、文久3年（1863年）以降は仙台・秋田・庄内の3藩体制となる。慶応3年（1867年）樺太雑居条約で樺太全島が日露雑居地とされた。

#### 大政奉還後
大政奉還後の慶応4年（1868年）4月12日、箱館裁判所(閏4月24日に箱館府と改称)の管轄となり、明治2年（1869年）北蝦夷地を樺太州（国）と改称、同年開拓使直轄領となった。翌、明治3年（1870年）樺太開拓使領となったが、明治4年（1871年）北海道開拓史と再統合し開拓使直轄領に復した。同年8月29日、廃藩置県を迎える。このころ行われた文明開化期の事象としては、神仏分離令、壬申戸籍編製、散髪脱刀令、平民苗字必称義務令公布などが挙げられる。アイヌは百姓身分だったため、平民となった。明治8年（1875年）、樺太千島交換条約によりロシア領とされた。同条約第六款において、オホーツク海及びカムチャツカ半島周辺で日本人の漁業権が認められており、露領時代は西能登呂岬より久春内まで、西海岸漁区の範囲に含まれた。

#### 日本領に復帰
- 1905年（明治38年）
  - 7月 - 日露戦争・樺太の戦いで、日本軍第13師団が占領。31日、在樺太ロシア軍降伏。
  - 8月1日 - 軍政が敷かれ、南樺太に4つの軍政署を開設。南樺太西岸には、真岡付近に第四仮軍政区のマウカ軍政区署が設置されていた。
  - 8月上旬 - 真岡方面から逃れてきたロシア軍残党、内淵川上流方面に逃走。
  - 8月24日 - 日本軍、地元アイヌ（白川仁太郎ら数十名）の協力を得てロシア軍残党の逃走経路を把握。内淵川上流方面へ進軍。
  - 8月28日 - 内務省下樺太民政署コルサコフ（大泊町）支所の管轄となる。
  - 9月1日 - 日露休戦条約を締結。
  - 9月4日 - 樺太民政署マウカ支所の管轄となる。
  - 9月5日 - ポーツマス条約締結により日本領に復帰。
- 1907年（明治40年）3月14日 - 内務省の下部組織樺太庁発足、マウカ支庁の管轄となる。
- 1908年（明治41年）4月 - 管轄支庁を真岡支庁に改称。
- 1909年（明治42年）
  - 10月 - 真岡支庁本斗出張所を設置。
  - 同年、樺太庁令で、「部落総代規定」を制定。主要集落に町村長に相当する総代を置き、行政事務をおこなうこととした。

### 郡発足以降の沿革
- 1915年（大正4年）6月26日 - 「樺太ノ郡町村編制ニ関スル件」（大正4年勅令第101号）の施行により、行政区画として野田寒郡（のださんぐん）が発足。発足当初は小能登呂村、野田寒村、久良志村の3村。真岡支庁野田寒出張所が管轄。
- 1918年（大正7年） - 共通法（大正7年法律第39号）（大正7年4月17日施行）1条2項で、樺太を内地に含むと規定[27]され、終戦まで基本的に国内法が適用されることとなった。
- 1922年（大正11年）
  - 4月1日 - 「樺太ノ地方制度ニ関スル法律」（大正10年4月8日法律第47号）と、その細則「樺太町村制」（大正11年1月23日勅令第8号）を同時に施行。「部落総代規定」廃止。
  - 10月 - 野田寒出張所廃止。
- 1923年（大正12年）4月1日 - 野田寒村・久良志村が合併して野田町となる。このころ野田郡に改称されたとみられる。（1町1村）
- 1929年（昭和4年）7月1日 - 樺太町村制の施行により、野田町（一級町村）、小能登呂村（二級町村）が発足。
- 1942年（昭和17年）11月 - 真岡郡に合併。同日野田郡廃止。